# كريم كبارة
كريم كبارة هو مخرج فيديوهات موسيقية وملحن لبناني. أكمل دراسته الجامعية في جامعة أوهايو، الولايات المتحدة. وحصل على شهادة في الهندسة الصوتية والإنتاج الموسيقي. عمِل كبارة في مجال التلحين والإنتاج الموسيقي لمدة تفوق العشرين سنة، حيث قام بإنتاج العديد من الأعمال الموسيقية لبرامج تلفزية وأفلام ومسرحيات لمختلف الأنواع الفنية كالدراما والكوميديا ومسلسلات الأطفال.
عمل في سوريا لفترة طويلة كمؤلف موسيقي للأعمال الدرامية والأغاني. شكل ثنائي مع المخرج حاتم علي في بداية تجاربه الإخراجية حيث قام بتأليف موسيقى لأعمال المخرج حاتم علي الأولى قبل توجهه إلى إخراج المسلسلات. من هذه الأعمال: سهرة الحصان، الخوف، ظل الأرض والسندباد الجوي.
بعد ذلك هاجر إلى مصر واتجه إلى إخراج مقاطع الفيديو الموسيقية حيث شكل ثنائي مع الفنان خالد سليم، أخرج له عدة كليبات آخرها أغنية «قالت احبك».
خلال إقامته في مصر، أسس وكالة كبارة للإنتاج وشركة جامو للإنتاج الفني وهي شركة أمريكية لإنتاج المقاطع الموسيقية يقع مقرها في القاهرة.

## أعماله
- الحصان، سهرة تلفزيونية (1996)[3]
- كارت أحمر، خالد سليم (2006)[4]
- وقتاش تعود، محمد باش (2016)[5]